# Marteau de président
 (février 2022).
- Si vous ne connaissez pas le sujet, laissez ce bandeau (vous pouvez alors contacter les auteurs).
- Si vous supprimez le contenu mis en cause (vous pouvez préalablement contacter les auteurs),

argumentez précisément cette suppression dans la page de discussion
(un manque de référence n'est pas un argument ; une recherche réelle de référence doit avoir été effectuée, être formellement documentée).
 (janvier 2024).
Si vous disposez d'ouvrages ou d'articles de référence ou si vous connaissez des sites web de qualité traitant du thème abordé ici, merci de compléter l'article en donnant les références utiles à sa vérifiabilité et en les liant à la section « Notes et références ».

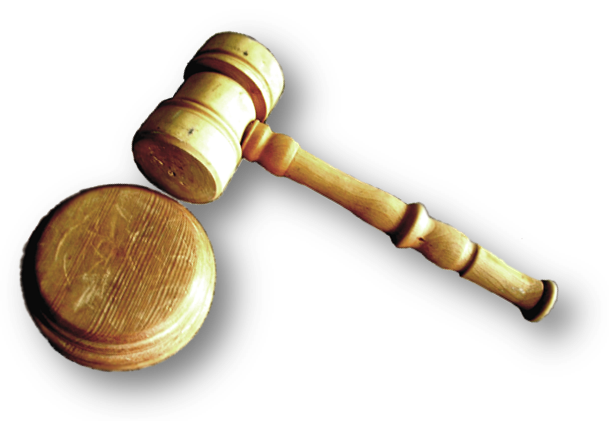
Marteau de président

Un marteau de président est un petit maillet fait de bois dur (noyer, chêne, frêne ou érable par exemple) que l'on frappe habituellement contre un tas (ou socle). Il est utilisé par le président d'une assemblée délibérante pour ouvrir et clore les débats, ou réclamer l'attention ou le silence.
Le marteau, instrument du chef de groupe, symbolise l'autorité, le respect des règles et l'arbitrage. Employé à l'ouverture et à la clôture d'une assemblée (ou pour suspendre celle-ci lors d'une pause), il marque sa délimitation dans le temps,. Plus généralement, il symbolise la décision, bonne ou mauvaise : ce qui est décidé est décidé.

## Histoire
L'origine du marteau de président est incertaine. Il s'agit de nos jours d'une tradition principalement anglo-saxonne, et plus particulièrement nord-américaine. Les présidents d'assemblées, de commissions ou de réunions, ainsi que les juges du siège (excepté en France) dirigent les débats avec un marteau, appelé gavel en anglais. L'expression gavel to gavel exprime la continuité des délibérations, symboliquement du premier coup jusqu'au dernier.
L'ouvrage américain Robert's Rules of Order donne des conseils sur la bonne utilisation du marteau.

## Marteau de président selon les pays

### France
Les commissaires-priseurs président les ventes aux enchères publiques, et lors de l'adjudication, frappent leur pupitre avec un marteau au manche long, dont le « fer » était autrefois en ivoire (aujourd'hui en imitation). Le commissaire-priseur est d'ailleurs appelé parfois « teneur de marteau ».
Dans les loges maçonniques, le vénérable maître utilise généralement un maillet pouvant comporter des gravures (équerre et compas, par exemple) et un tas triangulaire. Il s'en sert pour ouvrir et clore les tenues, c’est-à-dire les réunions des frères.
Le président d'une assemblée quelconque (commission, association) peut, s'il le désire, utiliser le marteau pour diriger les débats ou donner un caractère plus solennel à ces derniers, bien que l'usage ne soit pas très répandu. Le marteau étant un symbole anglo-saxon, son utilisation ne constitue pas une usurpation des symboles appartenant aux autorités et institutions françaises. On peut donc l'utiliser sans craindre les sanctions énumérées aux articles 433-14, -15 et -16 du Code pénal.
Les magistrats français n'utilisent pas de marteau. Ils ont recours à une sonnette électrique avant d'entrer dans la salle d'audience.

### États-Unis
Au Sénat des États-Unis, on utilise un marteau en ivoire sans manche, ressemblant davantage à un heurtoir en forme de sablier. Richard Nixon, en 1954, l'ébrécha lors d'un débat houleux sur l'énergie atomique. Dans l'impossibilité d'obtenir un morceau d'ivoire suffisamment gros pour procéder à un remplacement, le Sénat fit appel à l'ambassadeur de l'Inde qui se chargea, la même année, d'en fournir un nouveau, toujours en usage.
Le marteau de la Chambre des représentants, est quant à lui, en bois clair et pourvu d'un manche. Certains débats se révélant assez intenses, il arrive que le marteau casse. Le président de la Chambre des représentants dispose alors de marteaux de rechange rangés sous son pupitre.
Les juges et magistrats américains aussi utilisent un marteau.

### Royaume-Uni
Au Royaume-Uni, le marteau est utilisé principalement par les commissaire-priseurs aux enchères. Contrairement aux quelques rumeurs, le marteau n'est pas utilisé par les juges ni les magistrats britanniques. Il n'est pas utilisé dans la Chambre des Communes ou la Chambre des Pairs non plus.